# Sanggrong
Sanggrong is een bestuurslaag in het regentschap Wonogiri van de provincie Midden-Java, Indonesië. Sanggrong telt 1524 inwoners (volkstelling 2010).